# David Sumberg
David Anthony Gerald Sumberg (né le 2 juin 1941 à Stoke-on-Trent, Staffordshire) est un homme politique britannique, Député européen pour la région du Nord-Ouest de l'Angleterre pour le parti conservateur de 1999 à 2009 . Avant cela, il est député de Bury South, au nord de Manchester, de 1983 à 1997, perdant contre Ivan Lewis.

## Biographie
Il est marié à Carolyn et a deux enfants, Jonathan et Katie. Dans les années 1970, il est associé dans un cabinet d'avocats de Manchester Maurice Rubin & Co.
Avant son élection, il se présente sans succès pour Manchester Wythenshawe en 1979, battu par Alf Morris du Labour. Il est également conseiller municipal de Manchester pour le quartier Brooklands à Wythenshawe. En tant que député, il exerce les fonctions de secrétaire parlementaire privé du procureur général, Patrick Mayhew . Il appuie le Loyal Humble Discours du député Ian Gow en novembre 1989; un privilège qui n'est traditionnellement accordé qu'une seule fois à un député. Il conserve son siège en 1992 avec une majorité de 788 voix contre Hazel Blears du Labour, faisant de Bury South l'un des sièges les plus marginaux du pays. Blears est ensuite élu dans la circonscription de Salford et Eccles de 1997 à 2015.